# Fondation Klaus-Tschira
La Fondation Klaus-Tschira (en allemand Klaus Tschira Stiftung, abrégé en KTS), est une fondation allemande créée par le physicien Klaus Tschira en 1995 en tant qu'organisation sans but lucratif.  

## Objectif
Son principal objectif est de soutenir des projets dans les sciences naturelles et l'informatique, ainsi qu'en mathématiques. La fondation KTS met l'accent sur la compréhension de ces domaines par le grand public. Klaus Tschira lui-même a été honoré en 1999  pour son engagement dans cet objectif  : il s'est vu décerner le Deutscher Stifterpreis par la Studienstiftung des deutschen Volkes. Les bureaux de la fondation sont situés dans la villa Bosch à Heidelberg, en Allemagne, l'ancienne résidence du prix Nobel de chimie Carl Bosch (1874-1940). 

## Activités
La fondation soutient principalement le lancement de projets de recherche, de nature non académique et sans but lucratif, dans les domaines décrits plus haut. Il soutient également l'enseignement et la recherche dans les universités publiques et privées ainsi que des projets avec enfants et jeunes. Son principal objectif est de susciter l'intérêt du public pour les sciences naturelles, pour la pratique de la recherche pour la société, et de présenter la science d'une manière compréhensible pour les profanes. En outre, la fondation soutient sur demande des projets spécifiques qui répondent à la mission de la fondation. 
Le principal domaine d'intervention de l'organisation est décrit par trois thèmes suivants :
- Les sciences fascinantes
- La recherche pour la société
- La science compréhensible.

La fondation pour le Heidelberg Laureate Forum a été créée par la fondation Klaus-Tschira en 2013. Cette fondation organise le Heidelberg Laureate Forum (HLF), un événement annuel qui donne à un groupe de jeunes chercheurs l'occasion de rencontrer quelques-uns des plus éminents scientifiques dans les domaines de mathématiques et d'informatique à Heidelberg.